# Acul-Vinac
Acul-Vinac, jedno od prastarih gvatemalskih plemena koja se spominju u trećem poglavlju Popol Vuha. Ovaj naziv navodi se uz neka identificirana majanska i uz još nekoliko drugih neidentificiranih plemena, to su Chumilahá, Quibahá, Batenabá, Canchahel i Balam-Colob.